# Lepidochrysops victori
Victor's Blue (Lepidochrysops victori) là một loài bướm ngày thuộc họ Lycaenidae. Nó là loài đặc hữu của Nam Phi, ở đó nó is only known from four small areas on the Groot Winterberg in the East Cape.
Sải cánh dài 31–35 mm đối với con đực and 32–36 mm đối với con cái. Con trưởng thành bay từ giữa tháng 2 đến the end of tháng 3. Có một lứa một năm.
Ấu trùng ăn Selago corymbosa.